# Carry It On
Carry It On — саундтрек американской фолк-певицы Джоан Баэз к одноимённому документальному фильму о певице, выпущенный в 1971 году. В саундтрек включены песни с разных живых акустических выступлений, а также политически ориентированные разговоры Джоан Баэз и её тогдашнего мужа Дэвида Харрисса, активиста антивоенного движения.

## Список композиций
| №                   | Название                          | Автор(ы)                                       | Длительность |
| ------------------- | --------------------------------- | ---------------------------------------------- | ------------ |
| 1.                  | «Oh Happy Day»                    | Edwin Hawkins                                  | 3:43         |
| 2.                  | «Carry It On»                     | Gil Turner                                     | 3:48         |
| 3.                  | «In Forty Days»                   | Дэвид Харрис, Джоан Баэз                       | 3:22         |
| 4.                  | «Hickory Wind»                    | Грэм Парсонс, Bob Buchanan                     | 3:16         |
| 5.                  | «The Last Thing on My Mind»       | Том Пакстон                                    | 3:29         |
| 6.                  | «Life Is Sacred»                  | Дэвид Харрис                                   | 2:02         |
| 7.                  | «Joe Hill»                        | Robinson, Hayes                                | 3:53         |
| 8.                  | «I Shall Be Released»             | Боб Дилан                                      | 3:33         |
| 9.                  | «Do Right Woman, Do Right Man»    | Dan Penn, Chips Moman                          | 4:21         |
| 10.                 | «Love Is Just A Four-Letter Word» | Боб Дилан                                      | 4:05         |
| 11.                 | «Suzanne»                         | Леонард Коэн                                   | 4:54         |
| 12.                 | «Idols and Heroes»                | Дэвид Харрис                                   | 2:30         |
| 13.                 | «We Shall Overcome»               | Horton, Frank Hamilton, Guy Carawan, Пит Сигер | 4:45         |
| Общая длительность: | Общая длительность:               | Общая длительность:                            | 47:41        |